# Un été algérien
 (novembre 2014).
Si vous disposez d'ouvrages ou d'articles de référence ou si vous connaissez des sites web de qualité traitant du thème abordé ici, merci de compléter l'article en donnant les références utiles à sa vérifiabilité et en les liant à la section « Notes et références ».
Un été algérien est un livre écrit par Jean-Paul Nozière sur la guerre d'Algérie. L'histoire est celle d'un jeune musulman algérien qui doit choisir entre sa vie comme serveur de la famille Barine et celle d'un agent de l'indépendance comme moudjahid. Le roman a lieu dans et près de la ville de Sétif en Algérie du nord.

## Récompenses
Le livre, d'abord paru dans la collection « Page Blanche », a obtenu le prix Totem du roman décerné par Télérama et le Salon du livre et de la presse jeunesse de Montreuil, ainsi que le Grand prix de la Société des gens de lettres dans la catégorie « Jeunesse ».